# Louversey
Louversey é uma comuna francesa na região administrativa da Normandia, no departamento de Eure. Estende-se por uma área de 10,64 km². Em 2010 a comuna tinha 550 habitantes (densidade: 51,7 hab./km²).